# Was He a Coward?
Was He a Coward? er en amerikansk stumfilm fra 1911 af D. W. Griffith.

## Medvirkende
- Wilfred Lucas som Norris Hilton.
- Joseph Graybill.
- W. Chrystie Miller.
- Blanche Sweet som Kate.
- Dell Henderson.